# Maki F102A
Maki F102A – samochód Formuły 1, zaprojektowany przez Kenji Mimurę, skonstruowany przez Maki Engineering na Grand Prix Japonii 1976. Jego kierowca, Tony Trimmer, nie zakwalifikował się nim do wyścigu.

## Historia
Pierwszym samochodem Maki w Formule 1 był model F101. Pojazd ten był jednak zbyt ciężki, awaryjny i słabo rozwinięty. Projektant F101, Masao Ono, odszedł do Kojimy, a za projekt F102A był odpowiedzialny Kenji Mimura. Skonstruowanie tego modelu zostało zlecone grupie KC Engineering. Maki F102A został zaprezentowany tydzień przed Grand Prix Japonii 1976.
Maki F102A był radykalnym odejściem od modelu F101. W założeniu miał być tak lekki, jak to możliwe. Mimura zaprojektował wąskie i trapezoidalne nadwozie z dużym tylnym spojlerem, ale bez sekcji bocznych. Chłodnice były przyczepione do nadwozia, a silnik Cosworth DFV nie był zakryty. Masa samochodu wynosiła 530 kg. Na samochodzie znalazły się reklamy sponsora, firmy Fujita, a sam model został pomalowany na kolory czarny, granatowy i żółty. Kierowcą samochodu został Tony Trimmer, ścigający się już dla Maki w sezonie 1975. Problemem modelu był brak przyczepności. Po przetestowaniu modelu Trimmer stwierdził, że F102A jest gorszy od poprzednika.
Podczas treningów przed Grand Prix Japonii Trimmer zdołał przejechać jedno mierzone okrążenie, w trakcie którego stracił 23 sekundy do pierwszego kierowcy. Taki sam dystans Trimmer pokonał w trakcie kwalifikacji, tracąc do zdobywcy pole position 18 sekund, a do przedostatniego kierowcy – 13, i nie kwalifikując się do wyścigu.
Wyprodukowano jeden egzemplarz modelu.

## Wyniki w Formule 1
| Sezon | Zespół           | Silnik | Kierowcy     | Wyniki w poszczególnych eliminacjach | Wyniki w poszczególnych eliminacjach | Wyniki w poszczególnych eliminacjach | Wyniki w poszczególnych eliminacjach | Wyniki w poszczególnych eliminacjach | Wyniki w poszczególnych eliminacjach | Wyniki w poszczególnych eliminacjach | Wyniki w poszczególnych eliminacjach | Wyniki w poszczególnych eliminacjach | Wyniki w poszczególnych eliminacjach | Wyniki w poszczególnych eliminacjach | Wyniki w poszczególnych eliminacjach | Wyniki w poszczególnych eliminacjach | Wyniki w poszczególnych eliminacjach | Wyniki w poszczególnych eliminacjach | Wyniki w poszczególnych eliminacjach | Wyniki kierowców | Wyniki kierowców | Wyniki konstruktora | Wyniki konstruktora |
| 1976  |                  |        |              | Brazylia                             |                                      | Stany Zjednoczone                    |                                      | Belgia                               | Monako                               | Szwecja                              | Francja                              | Wielka Brytania                      | Niemcy                               | Austria                              | Holandia                             | Włochy                               | Kanada                               | Stany Zjednoczone                    | Japonia                              | Pkt.             | Msc.             | Pkt.                | Msc.                |
| ----- | ---------------- | ------ | ------------ | ------------------------------------ | ------------------------------------ | ------------------------------------ | ------------------------------------ | ------------------------------------ | ------------------------------------ | ------------------------------------ | ------------------------------------ | ------------------------------------ | ------------------------------------ | ------------------------------------ | ------------------------------------ | ------------------------------------ | ------------------------------------ | ------------------------------------ | ------------------------------------ | ---------------- | ---------------- | ------------------- | ------------------- |
| 1976  | Maki Engineering | Ford   | Tony Trimmer | -                                    | -                                    | -                                    | -                                    | -                                    | -                                    | -                                    | -                                    | -                                    | -                                    | -                                    | -                                    | -                                    | -                                    | -                                    | NZ                                   | 0                | NS               | 0                   | NS                  |